# Neesiochloa barbata
Neesiochloa  es un género monotípico de planta con flor,  gramínea,   perteneciente a la familia de las poáceas. Su única especie: Neesiochloa barbata, es originaria de Brasil.

## Descripción
Son plantas anuales; cespitosas con cañas que alcanzan un tamaño de 26 cm de alto; herbácea; no ramificada arriba.  Plantas desarmados con las hojas no agregadas basales; no auriculadas. La lámina estrecha; de 0,5-2 mm de ancho (-  2 mm de ancho, los márgenes cartilaginosos, con pelos tuberculosos marginalmente y el envés?); No cerdoso;  sin venación; persistente. La lígula una membrana con flecos. Contra-lígula ausente. Son plantas bisexuales, con espiguillas bisexuales; con los floretes hermafroditas. La inflorescencia con pocas espigas; muy escasas, un solo racimo (con largos pedúnculos capilares) o paniculada (las ramas más bajas, a veces, más ramificadas).

## Taxonomía
Neesiochloa barbata fue descrita por (Nees) Pilg. y publicado en Repertorium Specierum Novarum Regni Vegetabilis 48: 119. 1940.
Sinonimia
- Briza barbata (Nees) Trin.
- Briza berteroniana Steud.
- Calotheca barbata Nees
- Chascolytrum barbatum (Nees) Kunth[3]